# Zac O'Yeah
Zac O'Yeah, egentligen Sakari Nuottimäki, född 22 juni 1967, är en sverigefinsk författare, uppvuxen i Göteborg. Han bor numera i Bangalore i Indien.

## Böcker
I Guru! från 2004 skildrar han Indien och dess religiösa mångfald. 2006 debuterade han som deckarförfattare med den dystopiska romanen Tandooriälgen, som utspelar sig i ett framtida nedgånget Göteborg, i denna framtid mer känt som Gautampuri, i norra delen av den Sydasiatiska Unionen. Boken Mahatma! nominerades till Augustpriset i fackboksklassen 2008.